# Sega Mega Drive Collection
Sega Mega Drive Collection är en samling spel till Playstation Portable och Playstation 2. Spelen som ingår i samlingen är 28 stycken spel ursprungligen utgivna till Sega Mega Drive. Inkluderade i spelsamlingen är även 5 stycken upplåsbara klassiska arkadspel från Sega (vilka dessa är skiljer sig åt mellan PS2- och PSP-versionerna). PSP-versionen är spelbar på Playstation Vita genom Playstation Network.

## Lista över spel
1. Alex Kidd in the Enchanted Castle
2. Altered Beast
3. Bonanza Bros.
4. Columns
5. Comix Zone
6. Decap Attack
7. Ecco the Dolphin
8. Ecco: The Tides of Time
9. Ecco Jr.
10. Flicky
11. Gain Ground
12. Golden Axe
13. Golden Axe II
14. Golden Axe III
15. Kid Chameleon
16. Phantasy Star II
17. Phantasy Star III
18. Phantasy Star IV
19. Ristar
20. Shadow Dancer: The Secret of Shinobi (Inte tillgänglig i PAL-versionen)
21. Shinobi III: Return of the Ninja Master
22. Sonic the Hedgehog
23. Sonic the Hedgehog 2
24. Super Thunder Blade
25. Sword of Vermilion
26. Vectorman
27. Vectorman 2
28. Virtua Fighter 2